# ESCON

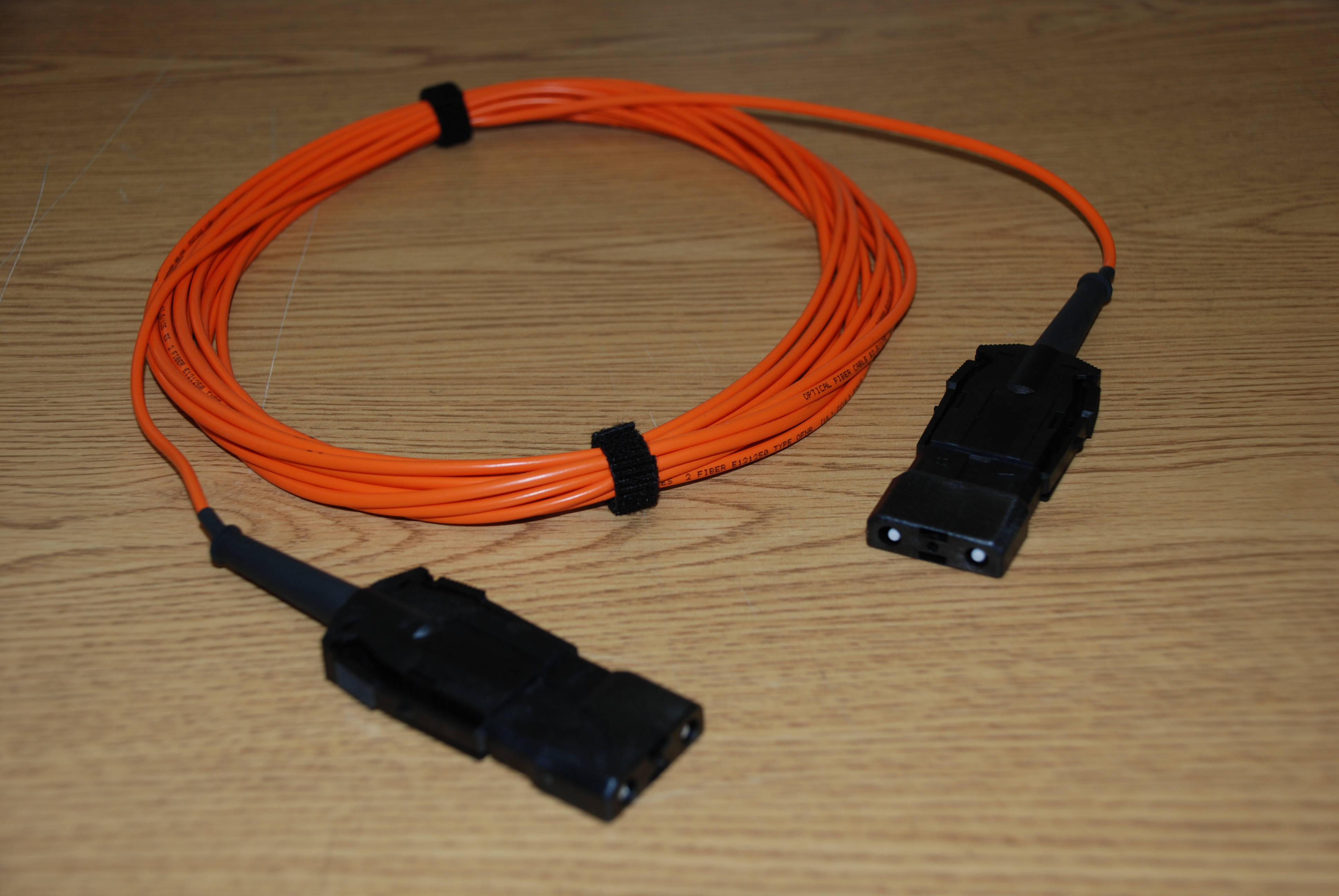
Cable ESCON

ESCON (Enterprise Systems Connection en inglés), es la marca comercial de IBM para una interfaz óptica serial entre los mainframe de IBM y los dispositivos periféricos tales como unidades de almacenamiento  y de respaldo. Utiliza tecnología Fibre Channel y suiches modificables dinámicamente llamados "ESCON Directors".
Es capaz de lograr comunicaciones half-duplex a una velocidad de  200 Mbps ( Millones de bits/segundo) en distancias mayores a los 60 kilómetros. ESCON fue introducido por IBM en 1990 para substituir la vieja y lenta tecnología, basada en Bus de canales de cobre utilizados por los mainframe entre 1960-1990. Actualmente está siendo sustituido por el más rápido FICON, que funciona sobre Fibre Channel y que  está suplantando al ESCON.
- EMC Symmetrix
- IBM Mainframe
- Artículo de referencia

- Datos: Q1344714
- Multimedia: Enterprise system connection (ESCON) / Q1344714